# Сасс, Альберт Эдгарович
Альбе́рт Эдга́рович Сасс (18 сентября 1930 года, город Архангельск, Архангельская область, РСФСР, СССР — 21 августа 2014 года, там же) — советский и российский лесопромышленник, предприниматель, многолетний директор ЛДК имени Ленина в Архангельске (1972—1997).

## Биография
Альберт Сасс родился в городе Архангельске. В 1953 году окончил Архангельский лесотехнический институт (ныне — Северный (Арктический) федеральный университет имени М. В. Ломоносова), после чего начал свою трудовую деятельность механиком по оборудованию на лесозаводе. В 1958 году был назначен начальником ящично-строгального цеха лесозавода №3 имени В.И Ленина в Архангельске. А уже в 1960 году получил назначение на должность начальника лесопильного цеха, через ещё один год — на должность главного инженера ЛДК.  
С 1972 по 1992 год Сасс был директором ЛДК им. Ленина. За эти годы он внес огромный вклад в развитие лесной промышленности Архангельской области, был одним из самых опытных и авторитетных руководителей. Пользуясь всеобщим уважением, он был настоящим народным директором, чутко заботящемся о работниках и ветеранах лесозавода. В те годы лесозавод содержал собственный жилой фонд в 102 дома, 8 детских садов, детский оздоровительный лагерь, дом культуры, базу отдыха и стадион. Кроме того, ЛДК шефствовал над школой и учреждениями здравоохранения. 
За годы нахождения Альберта Сасса в должности директора, сотни работников лесозавода были удостоены государственных наград, орденов и медалей. А сам комбинат, Указом Президиума Верховного Совета СССР в 1981 году был награждён орденом Трудового Красного Знамени, за успехи в развитии деревообрабатывающей промышленности, достижение высоких технико-экономических показателей и в связи со столетием со дня основания.
6 октября 1992 года бывший комбинат стал одним из крупнейших акционерных обществ в Архангельской области. Он обрёл новое название — ОАО «ЛДК им.Ленина», но сохранил директора. Сасс продолжил руководить предприятием, вплоть до выхода на пенсию в 1997 году.
Выйдя на пенсию, Сасс проводил активную общественную работу, возглавляя региональную общественную организацию «Союз руководителей-ветеранов лесной отрасли Архангельской области». Посещал публичные мероприятия, конференции и встречи, давал интервью. В 2010 году был отмечен знаком «За заслуги перед городом Архангельском» — одной из высших наград города.
Альберт Сасс скончался 21 августа 2014 года в Архангельске. Прощание с бывшим директором состоялось 26 августа, после чего он был похоронен на городском кладбище «Южная Маймакса».

## Память
В январе 2016 года на здании заводуправления Лесозавода №3 в Архангельске была установлена мемориальная доска в память об Альберте Сассе. Ежегодно его друзья и коллеги собираются у памятного знака, для того чтобы почтить память о выдающемся руководителе.

## Мнения
«Я помню, насколько уважительно и искренне Альберт Эдгарович относился к каждому труженику на предприятии, всех знал в лицо. А если шел по территории и видел, что доска, например, упала из штабеля, то сам всегда поднимет и положит на место.»— Валентина Мухина, труженица лесозавода

«Он добивался, чтобы каждый работающий и служащий четко знал свою должностную инструкцию, чтобы подходить к делу профессионально и ответственно. Более того, Альберту Эдгаровичу было дело до того, кто нуждается в отправке в санаторий, в дом отдыха, как учатся дети, как обстоят дела в школе – он был заинтересован во всем, это отличало его от других руководителей лесозаводов. Он не искал тихой жизни, он должен был все видеть, знать, организовывать, беседовать, давать указания, прислушиваться к людям. Он умел слышать. И коллектив отвечал ему тем же, сказать, что его обожали, мало.»— Александр Папий, ветеран лесопромышленной отрасли

## Награды

### Государственные награды
- Орден Дружбы народов (1981)
- орден Трудового Красного Знамени (1976)
- 2 ордена «Знак Почёта»

### Общественные и муниципальные награды
- почётный знак «За заслуги перед городом Архангельском» (2010)